# 임진출
임진출(林鎭出, 1941년 10월 10일~)는 대한민국의 언론인, 정치인이다. 제15·16대 국회의원을 지냈다.

## 학력
- 1947.03 ~ 1953.02 안강공립국민학교 졸업
- 1953.03 ~ 1956.02 경주여자중학교 졸업
- 1956.03 ~ 1959.02 경주여자고등학교 졸업
- 1959.03 ~ 1963.02 경희대학교 정치외교학 학사 졸업
- 1963.03 ~ 1966.02 경희대학교 대학원 정치외교학 석사 졸업
- 퍼시픽웨스턴 대학교 대학원 사회학 박사 졸업

## 경력
- 1965.05 국제신문사 정치부·문화부 기자
- 1969.11 동양방송국 제작부 프로듀서
- 1974.01 코리아라이프 편집국 국장
- 1975.07 코리아라이프 발행인·편집인
- 1987.06 아세아 대표이사
- 1991.11 민주평화통일자문회의 자문위원
- 1996.05 ~ 2000.05 제15대 국회의원 (경북 경주시 을)
- 1996.05 신한국당 입당
- 1996.06 국회 문화분과 상임위원회 위원
- 1996.06 국회 체육분과 상임위원회 위원
- 1996.06 국회 공보분과 상임위원회 위원
- 1996.06 국회 여성특별위원회 위원
- 1996.06 국회 국제경기대회지원특별위원회 위원
- 1996.06 신한국당 당무위원
- 신한국당 총재 여성특보
- 1998 국회운영위원회 위원
- 1998 국회 문화분과 상임위원회 위원
- 1998 국회 관광분과 상임위원회 위원
- 한국여성로타리클럽연합회 회장
- 경희대학교여성총동창회 회장
- 1998.03 경희대학교 경영대학원 문화예술경영학과 겸임교수
- 2000.05 ~ 2004.03 제16대 국회의원 (전국구)
- 2002.04 제1회 코리아경주국제여자태권도오픈대회 조직위원회 위원장
- 2002.04 제1회 코리아경주국제여자태권도오픈대회 대회장
- 2002.9 국회 여성분과위원회 상임 위원장
- 2003.2 여성금융인 네트워크 명예고문
- 2003.10 제2회 코리아경주국제여자태권도오픈대회 조직위원회 위원장
- 2003.10 제2회 코리아경주국제여자태권도오픈대회 대회장
- 2004.03.02 한나라당 탈당
- 2004 국회 정무분과 상임위원회 간사
- 2004.04 한·일의원연맹 문화사회분과위원회 위원장·간사 부위원장
- 2004.11 제3회 경남하동코리아국제여자태권도오픈대회 조직위원회 위원장
- 2004.11 제3회 경남하동코리아국제여자태권도오픈대회 대회장
- 한나라당 지명직 당무위원 정무위원장
- 경주지역 발전협의회 고문
- 2006.03 ~ 울트라건설 사외이사
- 경주문화재단 이사

## 가족 관계
- 배우자:김교봉 (~2021.11.05)

## 역대 선거 결과
|  | 10.75% |

|  | 31.44% |

|  | 46.28% |

|  | 32.65% |

|  | 37.35% |

|  | 37.9% |

|  | 3.36% |